# Zlatni polumjesec
Zlatni polumjesec je pored Zlatnog trokuta najznačajnije područje u Aziji gdje se proizvodi opijum. Prostire se diljem 
Irana, Afganistana i Pakistana, gdje je Iran samo potrošačka i tranzit država. U ovoj regiji se od sirovog opijuma proizvodi heroin. Proizvodnja opijuma u ovim državama ima dugu tradiciju ali značajnija uloga dobavljača sirovina za svjetsku trgovinu drogama počinje u 1970-im. Dok je proizvodnja u Zlatnom trokutu u opadanju, u Zlatnom mjesecu je u dramatičnom porastu.: Afganistan je zamijenio 1991. Mijanmar kao najvećeg proizvođača opijuma (preko 1782 tona) i njegov udio u svjetskoj proizvodnji opijuma je oko 90%.